# کاهاتاداندا
کاهاتاداندا (به لاتین: Kahatadanda) یک منطقهٔ مسکونی در سری‌لانکا است که در استان مرکزی (سری‌لانکا) واقع شده‌است.